# Kulturna krajina Uramanat/Hawraman
Kulturna krajina Uramanat ali kulturna pokrajina Hawraman je 26. kulturna dediščina Irana. Ta oddaljena in gorata pokrajina priča o tradicionalni kulturi ljudstva Hawrami, agropastirskega kurdskega plemena, ki je naseljevalo regijo od približno 3000 pr. n. št. Lastnina v osrčju gorovja Zagros v provincah Kurdistan in Kermanshah ob zahodni meji Irana.
Vasi Uramanat so v goratih provincah Kermanshah in Kurdistan v Iranu ter guvernoratu Halabja v iraškem Kurdistanu. Vasi so edinstvene po arhitekturi, življenjskem slogu in kmetijski metodologiji. Vasi so povezane z naravo z vključitvijo kmetijstva na strmih pobočjih. 12 vasi, vključenih v posest, ponazarja razvijajoče se odzive ljudstva Hawrami na pomanjkanje produktivne zemlje v njihovem gorskem okolju skozi tisočletja.

## Zgodovina
Najzgodnejši arheološki dokazi kažejo, da je bila regija naseljena s človekom že od srednjega paleolitika (pred več kot 40.000 leti). Te dokaze so odkrili arheologi blizu vasi Hadžidž ter med vasema Nav in Asparez v dolini Sirvan. Dokazi o poselitvi iz poznega paleolitika so bili odkriti v jamskem najdišču Kenačeh v dolini Perdi Mala. Te arheološke najdbe so bile odkrite med programom arheološkega reševanja Darian Dam, ki je izvedel več sezon arheoloških raziskav in izkopavanj na območju bodočega rezervoarja, kar je privedlo do odkritja številnih pomembnih paleolitskih in poznejših najdišč. Glavna najdišča izkopavanj so bila Dārāi Rockshelter (srednji paleolitik), jama Kenāčeh (zgornji paleolitik), grobnica Ruvār (železna doba), Sar Čam (bronasta in železna doba) in Barda Mār (19. stoletje). Razen najdišč Ruvar so bila vsa ostala izkopana najdišča v letih 2015–2016 poplavljena z izgradnjo jezu Darian Dam na reki Sirvan.
Napis na prelazu Tang-i Var blizu vasi Tang-i Var kaže, da so regijo zasedli Asirci med svojimi vojaškimi pohodi v Zagros. Ta kraljevi napis pripada Sargonu II., asirskemu kralju (721–705 pr. n. št.).
Hawramanski pergamenti, komplet treh dokumentov iz selevkidskega in partskega obdobja, so bili najdeni v regiji leta 1909. Odkrili so jih v jami na gori Kuh-e Salan blizu vasi Šar Hawraman in jih nato poslali v London . Dokumenti izvirajo iz let 88/87 pr. n. št. do 33 n. št., pri čemer sta dva napisana v grščini in eden v partščini. Dokumentirajo prodajo vinograda in druge zemlje ter vključujejo imena Pātaspaka, sina Tīrēna, in Awīla, sina Baænīna.

## Status svetovne dediščine
To območje je bilo prvič dodano na Unescov poskusni seznam svetovne dediščine 9. avgusta 2007. 27. julija 2021 je bilo skupaj z delom regije Hawraman uradno vpisano na seznam svetovne dediščine kot kulturno območje pod imenom »Kulturna krajina Hawraman/Uramanat«.
Kulturna krajina Hawraman je bila na 44. zasedanju Unescovega odbora za svetovno dediščino vpisana na Unescov seznam svetovne dediščine kot 26. materialna kulturna dediščina Irana.